# Gamerschwang
Gamerschwang ist ein Teilort der Großen Kreisstadt Ehingen (Donau) im Alb-Donau-Kreis in Baden-Württemberg. Der Ort wurde im Jahr 1972 nach Ehingen eingemeindet. Ortsvorsteher ist Franz Steinle (Stand: 2024).

## Geschichte
„Gamenesuuanc“ wurde schon im 12. Jahrhundert in Dokumenten erwähnt. Eine Adelsfamilie, die ihren Namen nach dem Ort wählte, wurde im 12. und 13. Jahrhundert erwähnt. Sie gehörte zu den Dienstleuten der Grafen von Berg. Vermutlich nahm ihre Burg die Stelle des 1760/70 erbauten Raßler’schen Schlosses ein. Die Oberhoheit über Gamerschwang hatten die Grafen von Berg. Im Jahr 1343 ging dieses Recht an Österreich über.
Die Grafen von Helfenstein und später die Grafen von Werdenberg und von Fürstenberg belehnten verschiedene Familien mit Ortsherrschaft und Burg. Unter diesen Familien waren etwa die Sefler von Ulm, die Herren von Reischach und die Krafft von Ulm.

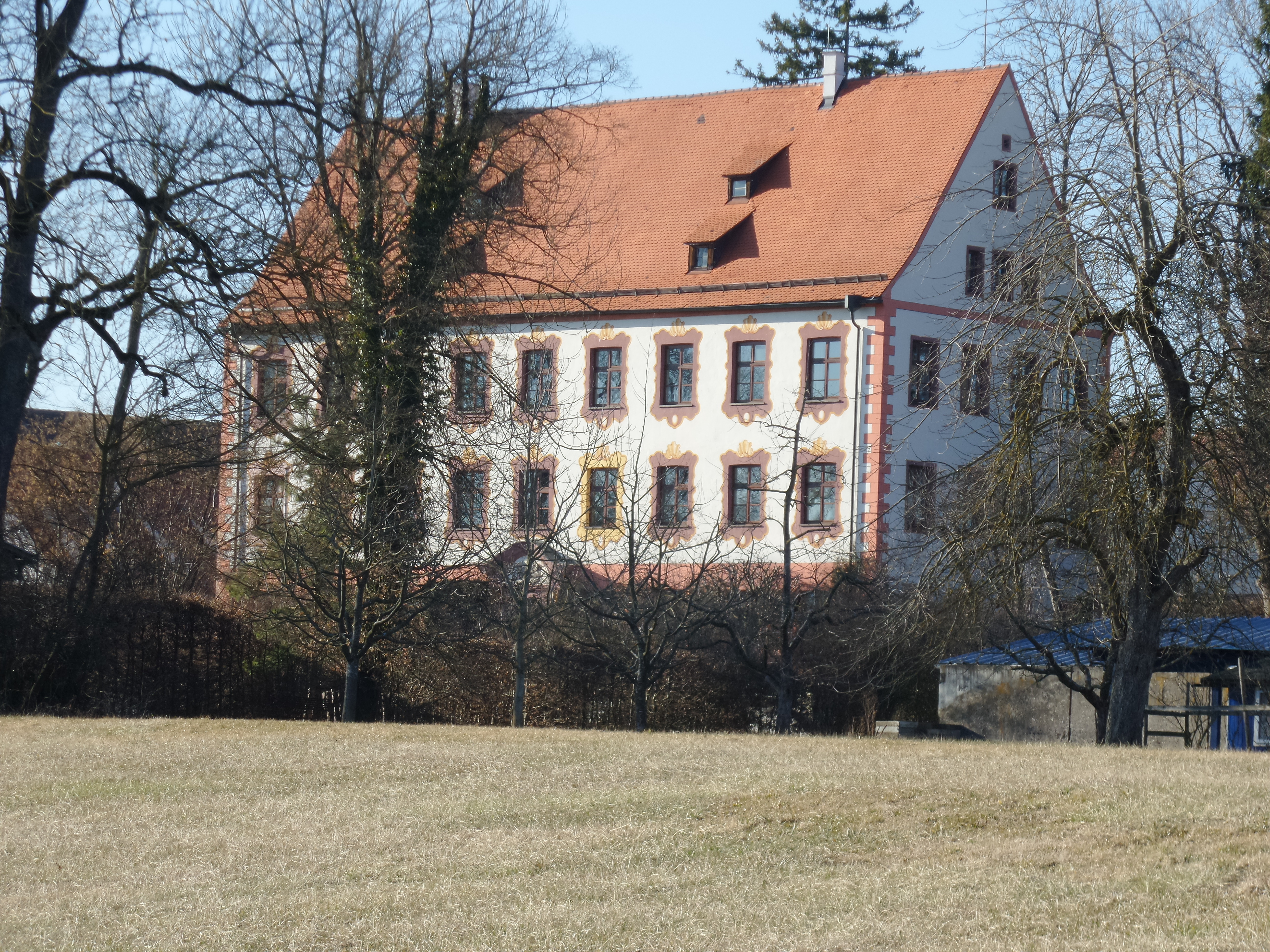
Das Schloss in Gamerschwang

Die Kraffts verkauften Gamerschwang im Jahr 1435 an die Herren von Schienen. Diese lebten nach dem Jahr 1441 hier. Mehrere Familien hatten den Ort inne, bevor er als Lehen im Jahr 1661 an die Patrizierfamilie Raßler überging. Die Raßler nannten sich ab ihrer Erhebung in den Reichsfreiherrenstand im Jahr 1681 Raßler von Gamerschwang. Der Ort gehörte in dieser Zeit zum Ritterkanton Donau. Nach 1805 gehörte Gamerschwang zu Württemberg. Im Jahr 1810/11 war es dem Schultheißenamt Nasgenstadt unterstellt, wurde aber später selbständig.

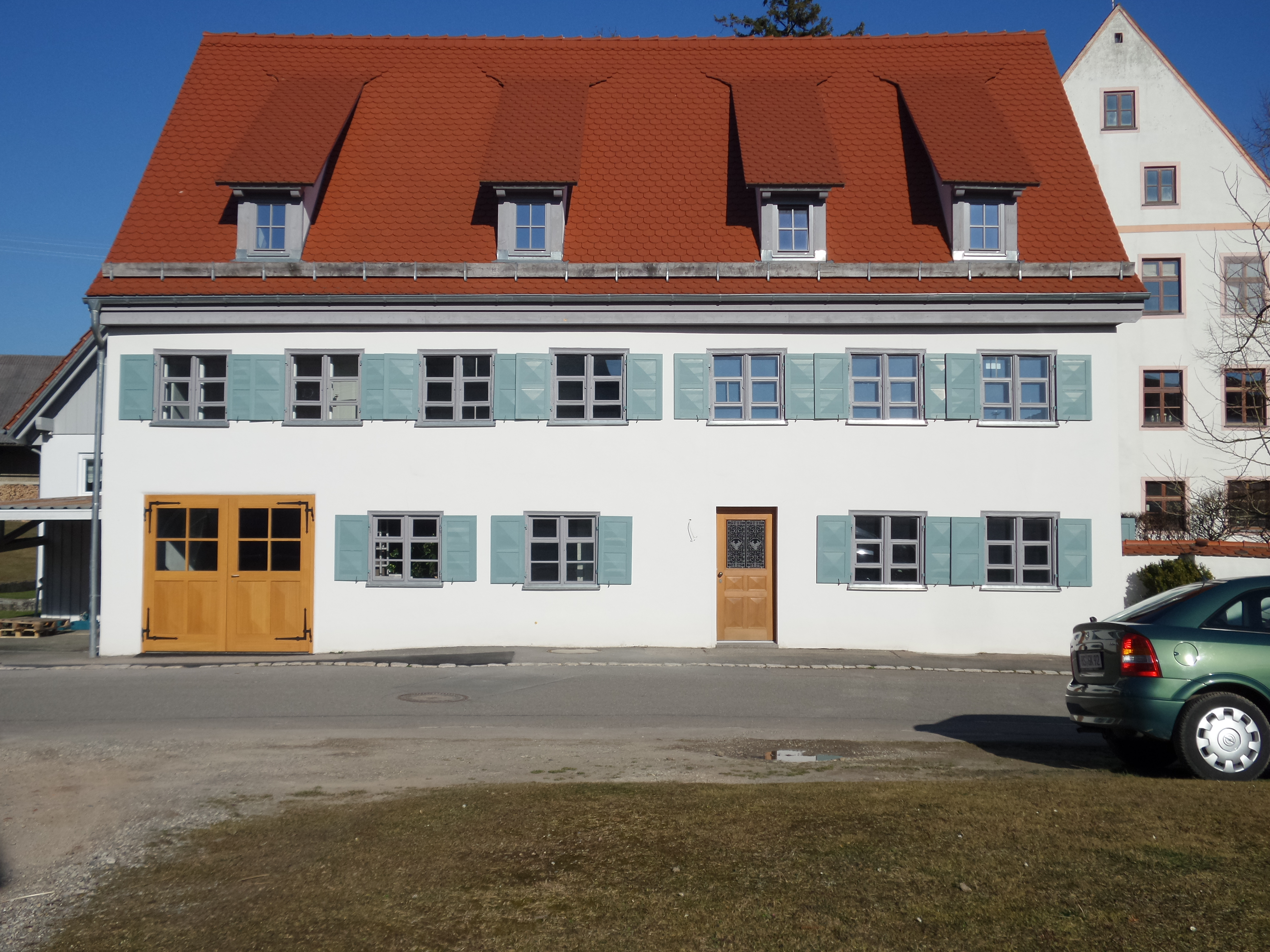
Das Gärtnerhaus von Schloss Gamerschwang

Die im Jahr 1353 erstmals erwähnte Gamerschwanger Kapelle war erst eine Filiale der Pfarrei Nasgenstadt. Im Jahr 1469 ist eine eigene Kaplanei gestiftet worden. Seit den Jahren 1875/76 war Gamerschwang eine selbständige Pfarrei. Die heutige Pfarrkirche stammt aus dem Jahr 1689, im Jahr 1870 wurde jedoch das Schiff nach Westen verlängert. Auch der Turm ist neu errichtet worden. Kirchenpatron der Pfarrkirche ist der Heilige Nikolaus. Der schlichte Kirchenraum besitzt eine hochbarocke Gottesmutter im Strahlenkranz sowie gotische Skulpturen der Heiligen Nikolaus und Wendelin sowie an der Orgelbrüstung Statuetten von Nikolaus und Augustinus, die wohl aus der Vorgängerkirche stammen. Unter den Grabsteinen findet sich das klassizistische Denkmal Johann von Raßlers († 1792) und ein Gedenkstein für Eduard Friedrich von Raßler († 1839).
Kuno Freiherr Raßler von Gamerschwang (1869–1952) hinterließ das Schloss Gamerschwang seinen Töchtern Hedwig Braunmüller und Hildegard Ruß.
Gamerschwang wurde am 1. Oktober 1972 nach Ehingen eingemeindet und ist dort einer von heute 17 Teilorten. Die Gemeinde hatte früher eine Fläche von 3,15 km².

## Politik

### Ortschaftsrat
Dem Ortschaftsrat gehören nach der Kommunalwahl vom 9. Juni 2024 mit dem Ortsvorsteher als Vorsitzenden acht Mitglieder an.
| Partei               | Stimmen | Sitze |
| -------------------- | ------- | ----- |
| Wir für Gamerschwang | 67,24 % | 5     |
| Freie Liste          | 32,76 % | 3     |

### Bürgermeister (bis 1972)
- 1930–1966: Anton Zimmermann[5]
- 1966–1972: Paul Niederer[6]

### Ortsvorsteher (ab 1972)
- 1972–1980: Paul Niederer[7]
- 1980–1999: Waldemar Brauchle[8]
- 1999–2024: Josef Stiehle
- Seit 2024: Franz Steinle[9]